# Hochdorf (Stoccarda)
Hochdorf è un comune tedesco di 4 703 abitanti, situato nel land del Baden-Württemberg.